# Harald Rosenløw Eeg
Harald Rosenløw Eeg, född 18 augusti 1970 i Tønsberg, är en norsk författare och musiker. Eeg är utbildad i religionshistoria vid Universitetet i Oslo. 
Eeg har skrivit flera prisbelönta ungdomsböcker, och skriver dessutom filmmanus. Som musiker har han gjort sig bemärkt i technoduon Subgud. Han talade på Bokmässan 2012 i Göteborg om sin nyutkomna ungdomsbok Ska bara dö först. 

## Priser och utmärkelser
- 1995 – Tarjei Vesaas debutantpris för Glasskår
- 1995 – Kultur- och kyrkodepartementets priser för barn- och ungdomslitteratur för Glasskår
- 1997 – Vestfolds litteraturpris
- 1997 – Bragepriset för Vrengt
- 1998 – Sonja Hagemanns barn- och ungdomsbokspris för Filter
- 2000 – Språklig samlings litteraturpris
- 2002 – Kristallbjörnen, Berlin Kinderfilmfests huvudpris för Glasskår
- 2002 – Grand Prix, Berlin Kinderfilmfests barnejurypris för Glasskår
- 2004 – Kultur- och kyrkodepartementets priser för barn- och ungdomslitteratur för Yatzy
- 2004 – Bragepriset för Yatzy
- 2009 – Vestfold fylkeskommuns konstnärspris
- 2011 – Kultur- och kyrkodepartementets priser för barn- och ungdomslitteratur för Gyldig fravær